# Формула-1 — Гран-прі Австралії 2015
Гран-прі Австралії 2015 (офіційно — 2015 Formula 1 Rolex Australian Grand Prix) — автоперегони чемпіонату світу з Формули-1, які відбулись 15 березня 2015 року. Гонка була проведена на трасі Альберт-Парк у Мельбурні (Австралія). Це перший етап чемпіонату світу і тридцять перше Гран-прі Австралії в історії.
Переможцем гонки став британець Льюїс Гамільтон (Мерседес). Друге місце посів Ніко Росберг (Мерседес), а третє — Себастьян Феттель (Феррарі).
Чинним переможцем гонки був Ніко Росберг, який у 2014 році виступав за команду Мерседес.

## Шини
Під час гран-прі було дозволено використовувати 2 типи шин Pirelli: medium і soft.
| Medium | Soft |
| ------ | ---- |

## Вільні заїзди
| Сесія | Лідер           | Конструктор | Ш | Час      | Джерело |
| ----- | --------------- | ----------- | - | -------- | ------- |
| 1     | Ніко Росберг    | Мерседес    | P | 1:29.557 | [ 3 ]   |
| 2     | Ніко Росберг    | Мерседес    | P | 1:27.697 | [ 4 ]   |
| 3     | Льюїс Гамільтон | Мерседес    | P | 1:27.867 | [ 5 ]   |

## Кваліфікація
| Місце                                       | №  | Пілот             | Конструктор           | Частина 1 | Частина 2 | Частина 3 | Старт |
| ------------------------------------------- | -- | ----------------- | --------------------- | --------- | --------- | --------- | ----- |
| 1                                           | 44 | Льюїс Гамільтон   | Мерседес              | 1:28.586  | 1:26.894  | 1:26.327  | 1     |
| 2                                           | 6  | Ніко Росберг      | Мерседес              | 1:28.906  | 1:27.097  | 1:26.921  | 2     |
| 3                                           | 19 | Феліпе Масса      | Вільямс — Мерседес    | 1:29.246  | 1:27.895  | 1:27.718  | 3     |
| 4                                           | 5  | Себастьян Феттель | Феррарі               | 1:29.307  | 1:27.742  | 1:27.757  | 4     |
| 5                                           | 7  | Кімі Ряйкконен    | Феррарі               | 1:29.754  | 1:27.807  | 1:27.790  | 5     |
| 6                                           | 77 | Вальттері Боттас  | Вільямс — Мерседес    | 1:29.641  | 1:27.796  | 1:28.087  | —     |
| 7                                           | 3  | Данієль Ріккардо  | Ред Булл — Рено       | 1:29.788  | 1:28.679  | 1:28.329  | 6     |
| 8                                           | 55 | Карлос Сайнс      | Торо Россо — Рено     | 1:29.597  | 1:28.601  | 1:28.510  | 7     |
| 9                                           | 8  | Роман Грожан      | Лотус — Мерседес      | 1:29.537  | 1:28.589  | 1:28.560  | 8     |
| 10                                          | 13 | Пастор Мальдонадо | Лотус — Мерседес      | 1:29.847  | 1:28.726  | 1:29.480  | 9     |
| 11                                          | 12 | Феліпе Наср       | Заубер — Феррарі      | 1:30.430  | 1:28.800  |           | 10    |
| 12                                          | 33 | Макс Ферстаппен   | Торо Россо — Рено     | 1:29.248  | 1:28.868  |           | 11    |
| 13                                          | 26 | Даніїл Квят       | Ред Булл — Рено       | 1:30.402  | 1:29.070  |           | 12    |
| 14                                          | 27 | Ніко Гюлькенберг  | Форс Індія — Мерседес | 1:29.651  | 1:29.208  |           | 13    |
| 15                                          | 11 | Серхіо Перес      | Форс Індія — Мерседес | 1:29.990  | 1:29.209  |           | 14    |
| 16                                          | 9  | Маркус Ерікссон   | Заубер — Феррарі      | 1:31.376  |           |           | 15    |
| 17                                          | 22 | Дженсон Баттон    | Макларен — Хонда      | 1:31.422  |           |           | 16    |
| 18                                          | 20 | Кевін Магнуссен   | Макларен — Хонда      | 1:32.037  |           |           | 17    |
| 107% від часу лідера першої сесії: 1:34.787 |    |                   |                       |           |           |           |       |
| —                                           | 28 | Уїлл Стівенс      | Маруся — Феррарі      | Без часу  |           |           |       |
| —                                           | 98 | Роберто Мері      | Маруся — Феррарі      | Без часу  |           |           |       |
| Джерело:                                    |    |                   |                       |           |           |           |       |

## Гонка
| Місце.   | №  | Пілот             | Конструктор           | Кола | Час/причина сходу | Старт | Очки |
| -------- | -- | ----------------- | --------------------- | ---- | ----------------- | ----- | ---- |
| 1        | 44 | Льюїс Гамільтон   | Мерседес              | 58   | 1:31:54.067       | 1     | 25   |
| 2        | 6  | Ніко Росберг      | Мерседес              | 58   | +1.360            | 2     | 18   |
| 3        | 5  | Себастьян Феттель | Феррарі               | 58   | +34.523           | 4     | 15   |
| 4        | 19 | Феліпе Масса      | Вільямс — Мерседес    | 58   | +38.196           | 3     | 12   |
| 5        | 12 | Феліпе Наср       | Заубер — Феррарі      | 58   | +1:35.149         | 10    | 10   |
| 6        | 3  | Данієль Ріккардо  | Ред Булл — Рено       | 57   | +1 коло           | 6     | 8    |
| 7        | 27 | Ніко Гюлькенберг  | Форс Індія — Мерседес | 57   | +1 коло           | 13    | 6    |
| 8        | 9  | Маркус Ерікссон   | Заубер — Феррарі      | 57   | +1 коло           | 15    | 4    |
| 9        | 55 | Карлос Сайнс      | Торо Россо — Рено     | 57   | +1 коло           | 7     | 2    |
| 10       | 11 | Серхіо Перес      | Форс Індія — Мерседес | 57   | +1 коло           | 14    | 1    |
| 11       | 22 | Дженсон Баттон    | Макларен — Хонда      | 56   | +2 кола           | 16    |      |
| Схід     | 7  | Кімі Ряйкконен    | Феррарі               | 40   | Колесо            | 5     |      |
| Схід     | 33 | Макс Ферстаппен   | Торо Россо — Рено     | 32   | Двигун            | 11    |      |
| Схід     | 8  | Роман Грожан      | Лотус — Мерседес      | 0    | Втрата потужності | 8     |      |
| Схід     | 13 | Пастор Мальдонадо | Лотус — Мерседес      | 0    | Аварія            | 9     |      |
| НС       | 26 | Даніїл Квят       | Ред Булл — Рено       | 0    | Коробка передач   | —     |      |
| НС       | 20 | Кевін Магнуссен   | Макларен — Хонда      | 0    | Двигун            | —     |      |
| НС       | 77 | Вальттері Боттас  | Вільямс — Мерседес    | 0    | Пошкодження       | —     |      |
| Джерело: |    |                   |                       |      |                   |       |      |

## Положення в чемпіонаті після Гран-прі
| Поз.     | Пілот             | Очки |
| -------- | ----------------- | ---- |
| 1        | Льюїс Гамільтон   | 25   |
| 2        | Ніко Росберг      | 18   |
| 3        | Себастьян Феттель | 15   |
| 4        | Феліпе Масса      | 12   |
| 5        | Феліпе Наср       | 10   |
| Джерело: |                   |      |

| Поз.     | Конструктор             | Очки |
| -------- | ----------------------- | ---- |
| 1        | Mercedes                | 43   |
| 2        | Ferrari                 | 15   |
| 3        | Sauber-Ferrari          | 14   |
| 4        | Williams-Mercedes       | 12   |
| 5        | Red Bull Racing-Renault | 8    |
| Джерело: |                         |      |